# Serhij Kwit

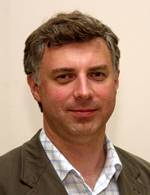
Serhij Kwit

Serhij Myronowytsch Kwit (engl. Transkription Serhiy Myronovych Kvit; * 29. Dezember 1965 in Uschhorod, Oblast Transkarpatien, Ukrainische SSR) ist ein ukrainischer Literaturkritiker, Sozialaktivist, Wissenschaftler, Journalist, Meister des Fechtens, Universitätspräsident und war vom 27. Februar 2014 bis zum 14. April 2016 Minister für Bildung und Wissenschaft der Ukraine.

## Biographie

### Frühe Jahre
Kwit wurde 1965 in Uschhorod in Transkarpatien geboren und machte 1982 in Lwiw das Abitur. Von 1983 bis 1985 absolvierte er seinen Militärdienst in einer Sporteinheit der Sowjetarmee im Militärbezirk Karpaten und studierte anschließend bis 1991 Journalismus an der Nationalen Taras-Schewtschenko-Universität in Kiew.

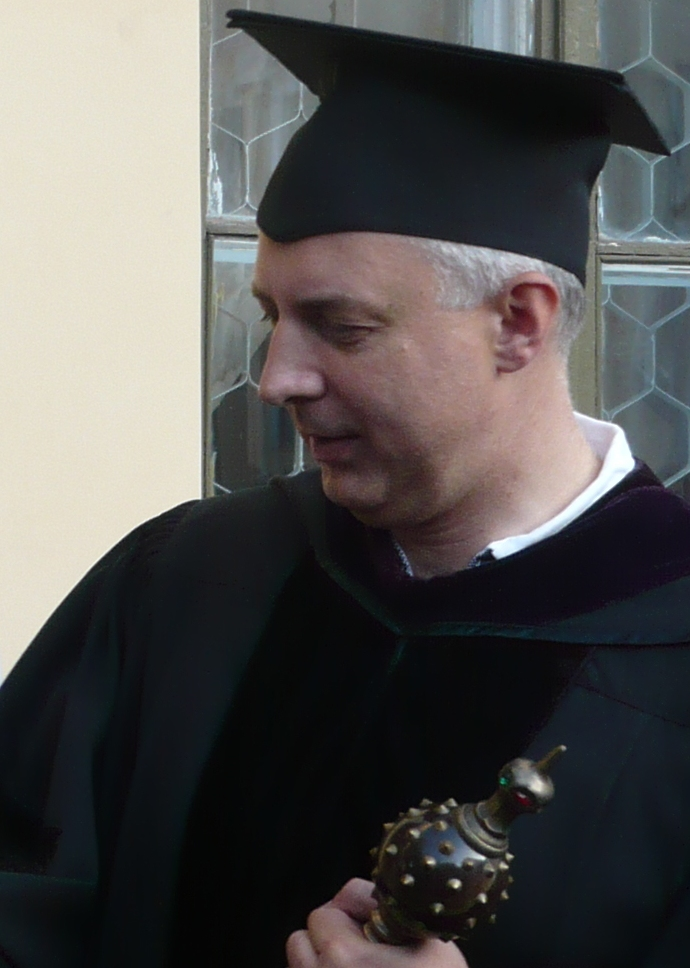
Serhij Kwit 2005

### Hochschulkarriere
2001 erhielt er den Doktortitel der Philologie an der Ukrainischen Freien Universität in München.
Des Weiteren ist Kwit seit 2000 Doktor der Philosophie und war Professor für Journalismus sowie in Nachfolge von Wjatscheslaw Brjuchowezkyj vom 1. September 2007 bis zum 17. November 2014 Präsident der Nationalen Universität Kiew-Mohyla-Akademie. Er wurde im Dezember 2011 auf Platz 191 der Rangliste der einflussreichsten Ukrainer gelistet.

### Politische Karriere
Am 27. Februar 2014 wurde er, zunächst als Parteiloser, in Nachfolge von Dmytro Tabatschnyk, Minister für Bildung und Wissenschaft im Ersten Kabinett Jazenjuk. Als Mitglied der Partei Block Petro Poroschenko wurde er auf Listenplatz 11 der Partei bei der Parlamentswahl in der Ukraine 2014 zum Abgeordneten in die Werchowna Rada gewählt. Am 2. Dezember 2014 wurde er in seinem Ministeramt, nun im Zweiten Kabinett Jazenjuk, bestätigt. Mit dem Ende des zweiten Kabinetts Jazenjuk am 14. April 2016 endete auch seine Amtszeit als Bildungsminister.

## Sonstiges
Kwit ist verheiratet und hat eine Tochter. Serhij Kwit ist ein Freund von Dmytro Jarosch, einem Funktionär des Prawyj Sektor, den er aus seiner Zeit in der paramilitärischen und nationalistischen Vereinigung Trysub (Тризуб) kennt.

## Bücher
- Mass communications of an independent Ukraine, in the context of normative theories and as an evidence of modernization theory, Serhij Kwit, Institut für Rundfunkökonomie an der Universität zu Köln ISBN 978-3-938933-79-4[8]